# Palazzo della Dogana (Castiglione della Pescaia)
Il palazzo della Dogana è un edificio situato a Castiglione della Pescaia. La sua posizione è lungo via del Porto Canale, di fianco all'edificio del casello idraulico.

## Storia
Una prima dogana venne costruita tra il 1789 e il 1790 su progetto dell'ingegnere granducale Pietro Conti, presso il porto di Castiglione della Pescaia, che costituiva il principale approdo della Provincia senese inferiore prima e del Compartimento Grossetano poi, nella parte meridionale del litorale del Granducato di Toscana. La costruzione della dogana fu voluta dai granduchi di Lorena per il controllo delle merci in entrata e uscita dal porto.
L'edificio, non più sufficiente a svolgere le proprie funzioni, venne in seguito interessato da un'intensa opera di ristrutturazione.

## Descrizione
Il palazzo si presenta come un'imponente struttura architettonica a pianta rettangolare, che si sviluppa su tre livelli continui.
Le strutture murarie esterne si presentano interamente rivestite in intonaco, ove si aprono sui vari livelli una serie di finestre di forma quadrangolare, mentre al pian terreno nella parte centrale della facciata meridionale che guarda verso il porto-canale si apre il portone d'ingresso principale ad arco. Sulla medesima facciata sono collocate alcune lapidi con iscrizioni, che ricordano alcuni eventi storici verificatisi a Castiglione della Pescaia.